# Women’s Tennis Association
Women’s Tennis Association (WTA) – największa organizacja kobiecego tenisa, zrzeszająca wszystkich organizatorów imprez tenisowych, same tenisistki oraz federacje sędziowskie biorące udział we wszystkiego rodzaju imprezach.
Organizacja ta zajmuje się szeroko pojętą, pełną koordynacją rozgrywek w sezonie, który rozpoczyna się w styczniu, natomiast kończy w listopadzie turniejem WTA Finals, czyli rywalizacją 8 najlepszych tenisistek sezonu.

## Główne cele WTA
- prowadzenie wszelkich statystyk
- rozstrzyganie sporów pomiędzy zawodnikami a organizatorami imprez tenisowych, rola swoistego arbitra w środowisku
- przyjmowanie i badanie corocznie składanych raportów od organizatorów imprez oraz udzielanie licencji na zorganizowanie danego turnieju
- pozyskiwanie nowych sponsorów
- przeprowadzanie okresowych badań antydopingowych
- propagowanie i popularyzacja tego sportu na świecie

## Historia
WTA powstała w 1973 roku podczas spotkania w Londynie w ramach turnieju Wimbledon (najstarszego, rozgrywki zainaugurowane w 1877 roku, ale jednocześnie najbardziej prestiżowego turnieju w sezonie). Celem spotkania było podniesienie jakości i poziomu rozgrywek oraz organizacji turniejów. Obecnym szefem i głównym koordynatorem WTA jest Amerykanin Steve Simon.

## Hierarchia turniejów
- WTA Finals
- WTA Elite Trophy
- 4 Wielkie Szlemy – Australian Open, French Open, Wimbledon i US Open
- 10 turniejów WTA 1000
- 16 turniejów WTA 500
- 24 turnieje WTA 250
- Turnieje kategorii WTA 125

## Ranking

### Zasady
Organizacja publikuje co tydzień aktualny ranking tenisistek grających w turniejach. Punkty rankingowe są zliczane na podstawie dotarcia do poszczególnych rund w turnieju. Poniższa tabela przedstawia rozdział punktów na poszczególne rundy turniejów poszczególnych rang.
Od sezonu 2014 punktacja uległa zmianie. Punkty uzyskane w poprzednim sezonie, w niektórych przypadkach, zachowują swoją wartość aż do wygaśnięcia, czyli 52 tygodnie.
| Kategoria turnieju          | W                                                      | F                                                      | 1/2                                                             | 1/4                                                             | 1/8                                                             | 1/16                                                            | 1/32                                                            | 1/64                                                            | QLFR                                                            | Q3                                                              | Q2                                                              | Q1                                                              |
| --------------------------- | ------------------------------------------------------ | ------------------------------------------------------ | --------------------------------------------------------------- | --------------------------------------------------------------- | --------------------------------------------------------------- | --------------------------------------------------------------- | --------------------------------------------------------------- | --------------------------------------------------------------- | --------------------------------------------------------------- | --------------------------------------------------------------- | --------------------------------------------------------------- | --------------------------------------------------------------- |
| Wielki Szlem (S)            | 2000                                                   | 1300                                                   | 780                                                             | 430                                                             | 240                                                             | 130                                                             | 70                                                              | 10                                                              | 40                                                              | 30                                                              | 20                                                              | 2                                                               |
| Wielki Szlem (D)            | 2000                                                   | 1300                                                   | 780                                                             | 430                                                             | 240                                                             | 130                                                             | 10                                                              | –                                                               | 40                                                              | –                                                               | –                                                               | –                                                               |
| WTA Tour Championships (S)  | +750                                                   | +330                                                   | 250 za każdy wygrany mecz (RR) 125 za każdy przegrany mecz (RR) | 250 za każdy wygrany mecz (RR) 125 za każdy przegrany mecz (RR) | 250 za każdy wygrany mecz (RR) 125 za każdy przegrany mecz (RR) | 250 za każdy wygrany mecz (RR) 125 za każdy przegrany mecz (RR) | 250 za każdy wygrany mecz (RR) 125 za każdy przegrany mecz (RR) | 250 za każdy wygrany mecz (RR) 125 za każdy przegrany mecz (RR) | 250 za każdy wygrany mecz (RR) 125 za każdy przegrany mecz (RR) | 250 za każdy wygrany mecz (RR) 125 za każdy przegrany mecz (RR) | 250 za każdy wygrany mecz (RR) 125 za każdy przegrany mecz (RR) | 250 za każdy wygrany mecz (RR) 125 za każdy przegrany mecz (RR) |
| WTA Tour Championships (D)  | 1500                                                   | 1080                                                   | 750                                                             | 375                                                             |                                                                 |                                                                 |                                                                 |                                                                 |                                                                 |                                                                 |                                                                 |                                                                 |
| WTA 1000 (96S)              | 1000                                                   | 650                                                    | 390                                                             | 215                                                             | 120                                                             | 65                                                              | 35                                                              | 10                                                              | 30                                                              | –                                                               | 20                                                              | 2                                                               |
| WTA 1000 (64S)              | 1000                                                   | 650                                                    | 390                                                             | 215                                                             | 120                                                             | 65                                                              | 10                                                              | –                                                               | 30                                                              | –                                                               | 20                                                              | 2                                                               |
| WTA 1000 (28/32D)           | 1000                                                   | 650                                                    | 390                                                             | 215                                                             | 120                                                             | 10                                                              | –                                                               | –                                                               | –                                                               | –                                                               | –                                                               | –                                                               |
| WTA 1000 (900) (56S,64Q)    | 900                                                    | 585                                                    | 350                                                             | 190                                                             | 105                                                             | 60                                                              | 1                                                               | –                                                               | 30                                                              | 22                                                              | 15                                                              | 1                                                               |
| WTA 1000 (900) (56S,48/32Q) | 900                                                    | 585                                                    | 350                                                             | 190                                                             | 105                                                             | 60                                                              | 1                                                               | –                                                               | 30                                                              | –                                                               | 20                                                              | 1                                                               |
| WTA 1000 (900) (28D)        | 900                                                    | 585                                                    | 350                                                             | 190                                                             | 105                                                             | 1                                                               | –                                                               | –                                                               | –                                                               | –                                                               | –                                                               | –                                                               |
| WTA 1000 (900) (16D)        | 900                                                    | 585                                                    | 350                                                             | 190                                                             | 1                                                               | –                                                               | –                                                               | –                                                               | –                                                               | –                                                               | –                                                               | –                                                               |
| WTA Elite Trophy            | +460                                                   | +200                                                   | 120 za każdy wygrany mecz (RR) 40 za każdy przegrany mecz (RR)  | 120 za każdy wygrany mecz (RR) 40 za każdy przegrany mecz (RR)  | 120 za każdy wygrany mecz (RR) 40 za każdy przegrany mecz (RR)  | 120 za każdy wygrany mecz (RR) 40 za każdy przegrany mecz (RR)  | 120 za każdy wygrany mecz (RR) 40 za każdy przegrany mecz (RR)  | 120 za każdy wygrany mecz (RR) 40 za każdy przegrany mecz (RR)  | 120 za każdy wygrany mecz (RR) 40 za każdy przegrany mecz (RR)  | 120 za każdy wygrany mecz (RR) 40 za każdy przegrany mecz (RR)  | 120 za każdy wygrany mecz (RR) 40 za każdy przegrany mecz (RR)  | 120 za każdy wygrany mecz (RR) 40 za każdy przegrany mecz (RR)  |
| Igrzyska olimpijskie        | Podczas Igrzysk w Rio 2016 punkty nie były przyznawane | Podczas Igrzysk w Rio 2016 punkty nie były przyznawane | Podczas Igrzysk w Rio 2016 punkty nie były przyznawane          | Podczas Igrzysk w Rio 2016 punkty nie były przyznawane          | Podczas Igrzysk w Rio 2016 punkty nie były przyznawane          | Podczas Igrzysk w Rio 2016 punkty nie były przyznawane          | Podczas Igrzysk w Rio 2016 punkty nie były przyznawane          | Podczas Igrzysk w Rio 2016 punkty nie były przyznawane          | Podczas Igrzysk w Rio 2016 punkty nie były przyznawane          | Podczas Igrzysk w Rio 2016 punkty nie były przyznawane          | Podczas Igrzysk w Rio 2016 punkty nie były przyznawane          | Podczas Igrzysk w Rio 2016 punkty nie były przyznawane          |
| WTA 500 (56S)               | 500                                                    | 325                                                    | 195                                                             | 108                                                             | 60                                                              | 32                                                              | 1                                                               | –                                                               | 25                                                              | –                                                               | 13                                                              | 1                                                               |
| WTA 500 (32S)               | 500                                                    | 325                                                    | 195                                                             | 108                                                             | 60                                                              | 1                                                               | –                                                               | –                                                               | 25                                                              | 18                                                              | 13                                                              | 1                                                               |
| WTA 500 (16D)               | 500                                                    | 325                                                    | 195                                                             | 108                                                             | 1                                                               | –                                                               | –                                                               | –                                                               | –                                                               | –                                                               | –                                                               | –                                                               |
| WTA 250 (32S,32Q)           | 250                                                    | 163                                                    | 98                                                              | 54                                                              | 30                                                              | 1                                                               | –                                                               | –                                                               | 18                                                              | 14                                                              | 10                                                              | 1                                                               |
| WTA 250 (32S,16Q)           | 250                                                    | 163                                                    | 98                                                              | 54                                                              | 30                                                              | 1                                                               | –                                                               | –                                                               | 18                                                              | –                                                               | 12                                                              | 1                                                               |
| WTA 250 (16D)               | 250                                                    | 163                                                    | 98                                                              | 54                                                              | 1                                                               | –                                                               | –                                                               | –                                                               | –                                                               | –                                                               | –                                                               | –                                                               |
| WTA 125 (S)                 | 160                                                    | 95                                                     | 57                                                              | 29                                                              | 15                                                              | 1                                                               | –                                                               | –                                                               | 6                                                               | –                                                               | 4                                                               | 1                                                               |
| WTA 125 (D)                 | 160                                                    | 95                                                     | 57                                                              | 29                                                              | 1                                                               | –                                                               | –                                                               | –                                                               | –                                                               | –                                                               | –                                                               | –                                                               |
| ITF 100 000 $ + H(32)       | 150                                                    | 90                                                     | 55                                                              | 28                                                              | 14                                                              | 1                                                               | –                                                               | –                                                               | 6                                                               | 4                                                               | 1                                                               | –                                                               |
| ITF 100 000 $ + H(16)       | 150                                                    | 90                                                     | 55                                                              | 28                                                              | 1                                                               | –                                                               | –                                                               | –                                                               | –                                                               | –                                                               | –                                                               | –                                                               |
| ITF 100 000 $ (32)          | 140                                                    | 85                                                     | 50                                                              | 25                                                              | 13                                                              | 1                                                               | –                                                               | –                                                               | 6                                                               | 4                                                               | 1                                                               | –                                                               |
| ITF 100 000 $ (16)          | 140                                                    | 85                                                     | 50                                                              | 25                                                              | 1                                                               | –                                                               | –                                                               | –                                                               | –                                                               | –                                                               | –                                                               | –                                                               |
| ITF 80 000 $ + H(32)        | 130                                                    | 80                                                     | 48                                                              | 24                                                              | 12                                                              | 1                                                               | –                                                               | –                                                               | 5                                                               | 3                                                               | 1                                                               | –                                                               |
| ITF 80 000 $ + H(16)        | 130                                                    | 80                                                     | 48                                                              | 24                                                              | 1                                                               | –                                                               | –                                                               | –                                                               | –                                                               | –                                                               | –                                                               | –                                                               |
| ITF 80 000 $ (32)           | 115                                                    | 70                                                     | 42                                                              | 21                                                              | 10                                                              | 1                                                               | –                                                               | –                                                               | 5                                                               | 3                                                               | 1                                                               | –                                                               |
| ITF 80 000 $ (16)           | 115                                                    | 70                                                     | 42                                                              | 21                                                              | 1                                                               | –                                                               | –                                                               | –                                                               | –                                                               | –                                                               | –                                                               | –                                                               |
| ITF 60 000 $ + H(32)        | 100                                                    | 60                                                     | 36                                                              | 18                                                              | 9                                                               | 1                                                               | –                                                               | –                                                               | 5                                                               | 3                                                               | 1                                                               | –                                                               |
| ITF 60 000 $ + H(16)        | 100                                                    | 60                                                     | 36                                                              | 18                                                              | 1                                                               | –                                                               | –                                                               | –                                                               | –                                                               | –                                                               | –                                                               | –                                                               |
| ITF 60 000 $ (32)           | 80                                                     | 48                                                     | 29                                                              | 15                                                              | 8                                                               | 1                                                               | –                                                               | –                                                               | 5                                                               | 3                                                               | 1                                                               | –                                                               |
| ITF 60 000 $ (16)           | 80                                                     | 48                                                     | 29                                                              | 15                                                              | 1                                                               | –                                                               | –                                                               | –                                                               | –                                                               | –                                                               | –                                                               | –                                                               |
| ITF 25 000 $ + H(32)        | 60                                                     | 36                                                     | 22                                                              | 11                                                              | 6                                                               | 1                                                               | –                                                               | –                                                               | 2                                                               | –                                                               | –                                                               | –                                                               |
| ITF 25 000 $ + H(16)        | 60                                                     | 36                                                     | 22                                                              | 11                                                              | 1                                                               | –                                                               | –                                                               | –                                                               | –                                                               | –                                                               | –                                                               | –                                                               |
| ITF 25 000 $ (32)           | 50                                                     | 30                                                     | 18                                                              | 9                                                               | 5                                                               | 1                                                               | –                                                               | –                                                               | 1                                                               | –                                                               | –                                                               | –                                                               |
| ITF 25 000 $ (16)           | 50                                                     | 30                                                     | 18                                                              | 9                                                               | 1                                                               | –                                                               | –                                                               | –                                                               | –                                                               | –                                                               | –                                                               | –                                                               |
| ITF 15 000 $ + H(32)        | 25                                                     | 15                                                     | 9                                                               | 5                                                               | 1                                                               | 0                                                               | –                                                               | –                                                               | –                                                               | –                                                               | –                                                               |                                                                 |
| ITF 15 000 $ + H(16)        | 25                                                     | 15                                                     | 9                                                               | 1                                                               | 0                                                               | –                                                               | –                                                               | –                                                               | –                                                               | –                                                               | –                                                               | –                                                               |
| ITF 15 000 $ (32)           | 12                                                     | 7                                                      | 4                                                               | 2                                                               | 1                                                               | 0                                                               | –                                                               | –                                                               | –                                                               | –                                                               | –                                                               | –                                                               |
| ITF 15 000 $ (16)           | 12                                                     | 7                                                      | 4                                                               | 1                                                               | 0                                                               | –                                                               | –                                                               | –                                                               | –                                                               | –                                                               | –                                                               | –                                                               |

Suma punktów tenisistki jest obliczana cotygodniowo, biorąc pod uwagę turnieje rozegrane w ciągu ostatnich 52 tygodni. Zlicza się punkty z nie więcej niż 18 turniejów singlowych i 12 deblowych. Pod uwagę bierze się turnieje, w których zawodniczka uzyskała najwięcej punktów w ciągu ostatnich 52 tygodni, odrzucając słabsze wyniki. Wyjątkami, które zawsze są zliczane, są 4 turnieje Wielkiego Szlema, obowiązkowe turnieje WTA 1000 i WTA Finals.
W przypadku równej liczby punktów o wyższym miejscu w rankingu, w przypadku singlistek, decyduje większa liczba punktów zdobytych w turniejach wielkoszlemowych. Gdy dwie deblistki mają równą liczbę punktów mogą być sklasyfikowane ex aequo na tym samym miejscu tylko wtedy, gdy najlepsze 12 występów osiągnęły wspólnie.
W 1996 WTA zaczęło nagradzać tenisistki „punktami jakościowymi”, które były obliczane na podstawie rankingu tenisistek które one pokonały w turniejach. Dawało to więcej punktów tenisistce, która pokonała tenisistkę znajdującą się wysoko w rankingu niż takiej, która pokonała tenisistkę spoza czołówki. Punkty jakościowe zostały wycofane po sezonie 2005 i nie są już używane.

### Ranking WTA
Stan na 14 lipca 2025
| Pozycja | Singiel          | Punkty | Zmiana |
| ------- | ---------------- | ------ | ------ |
| 1.      | Aryna Sabalenka  | 12 420 |        |
| 2.      | Coco Gauff       | 7 669  |        |
| 3.      | Iga Świątek      | 6 813  | 1      |
| 4.      | Jessica Pegula   | 6 423  | 1      |
| 5.      | Mirra Andriejewa | 5 163  | 2      |
| 6.      | Zheng Qinwen     | 4 803  |        |
| 7.      | Amanda Anisimova | 4 470  | 5      |
| 8.      | Madison Keys     | 4 374  |        |
| 9.      | Jasmine Paolini  | 3 576  | 4      |
| 10.     | Paula Badosa     | 3 454  | 1      |

| Pozycja | Debel                   | Punkty | Zmiana |
| ------- | ----------------------- | ------ | ------ |
| 1.      | Kateřina Siniaková      | 7 875  |        |
| 2.      | Taylor Townsend         | 7 615  |        |
| 3.      | Jeļena Ostapenko        | 7 333  | 3      |
| 4.      | Erin Routliffe          | 6 610  | 1      |
| 5.      | Wieronika Kudiermietowa | 6 435  | 6      |
| 6.      | Sara Errani             | 6 370  | 2      |
| 6.      | Jasmine Paolini         | 6 370  | 2      |
| 8.      | Gabriela Dabrowski      | 5 350  | 1      |
| 9.      | Diana Sznajder          | 5 325  |        |
| 10.     | Anna Danilina           | 5 235  | 2      |

## Rekordowe osiągnięcia WTA
Rekordowe osiągnięcia i zdobycze tenisistek od początku Ery Open. Stan na 14.07.2025.

### Najwięcej wygranych turniejów
W pierwszej tabeli lista mistrzyń w całej historii ery open tenisa. Aktywne zawodniczki pogrubione.
|     | Zawodniczki          | Liczba |
| --- | -------------------- | ------ |
| 1.  | Martina Navrátilová  | 167    |
| 2.  | Chris Evert          | 154    |
| 3.  | Steffi Graf          | 107    |
| 4.  | Margaret Smith Court | 95     |
| 5.  | Billie Jean King     | 82     |
| 6.  | Serena Williams      | 73     |
| 7.  | Evonne Goolagong     | 70     |
| 8.  | Virginia Wade        | 55     |
| 8.  | Lindsay Davenport    | 55     |
| 10. | / Monica Seles       | 53     |

|     | Zawodniczki aktywne      | Liczba |
| --- | ------------------------ | ------ |
| 1.  | Petra Kvitová            | 31     |
| 2.  | Caroline Wozniacki       | 30     |
| 3.  | Iga Świątek              | 23     |
| 4.  | Wiktoryja Azaranka       | 21     |
| 5.  | Aryna Sabalenka          | 20     |
| 6.  | Elina Switolina          | 18     |
| 7.  | Karolína Plíšková        | 17     |
| 8.  | Anastasija Pawluczenkowa | 12     |
| 9.  | Caroline Garcia          | 11     |
| 10. | Madison Keys             | 10     |
| 10. | Coco Gauff               | 10     |

### Tytuły deblowe
| Lp. | Tenisistka              | Wygrane turnieje |
| --- | ----------------------- | ---------------- |
| 1.  | / Martina Navrátilová   | 177              |
| 2.  | Pam Shriver             | 111              |
| 3.  | Rosie Casals            | 110              |
| 4.  | Billie Jean King        | 105              |
| 5.  | Betty Stöve             | 81               |
| 6.  | / Natalla Zwierawa      | 80               |
| 7.  | Lisa Raymond            | 79               |
| 8.  | Jana Novotná            | 76               |
| 9.  | Margaret Smith Court    | 75               |
| 10. | Helena Suková           | 69               |
| 10. | Gigi Fernández          | 69               |
| 10. | Arantxa Sánchez Vicario | 69               |

| Lp. | Tenisistki aktywne    | Wygrane turnieje |
| --- | --------------------- | ---------------- |
| 1.  | Hsieh Su-wei          | 35               |
| 1.  | Sara Errani           | 35               |
| 3.  | Latisha Chan          | 33               |
| 4.  | Bethanie Mattek-Sands | 30               |
| 4.  | Kateřina Siniaková    | 30               |
| 6.  | Kristina Mladenovic   | 28               |
| 7.  | Tímea Babos           | 26               |
| 8.  | Elise Mertens         | 22               |
| 9.  | Chan Hao-ching        | 21               |
| 9.  | Demi Schuurs          | 21               |

### Najwięcej wygranych turniejów w jednym sezonie
|     | Zawodniczka               | Sezon | Liczba zwycięstw |
| --- | ------------------------- | ----- | ---------------- |
| 1.  | Margaret Court            | 1970  | 21               |
| 2.  | Margaret Court (2)        | 1969  | 18               |
| 2.  | Margaret Court (3)        | 1973  | 18               |
| 4.  | Billie Jean King          | 1971  | 17               |
| 5.  | Chris Evert               | 1974  | 16               |
| 5.  | Chris Evert (2)           | 1975  | 16               |
| 5.  | Martina Navrátilová       | 1983  | 16               |
| 8.  | Martina Navrátilová (2)   | 1982  | 15               |
| 9.  | Margaret Court (4)        | 1968  | 14               |
| 9.  | Martina Navrátilová (3)   | 1986  | 14               |
| 9.  | Steffi Graf               | 1989  | 14               |
| 12. | Martina Navrátilová (4)   | 1984  | 13               |
| 13. | Martina Navrátilová (5)   | 1985  | 12               |
| 13. | Martina Hingis            | 1997  | 12               |
| 15. | Chris Evert (3)           | 1980  | 11               |
| 15. | Martina Navrátilová (6)   | 1978  | 11               |
| 15. | Tracy Austin              | 1980  | 11               |
| 15. | Martina Navrátilová (7)   | 1980  | 11               |
| 15. | Steffi Graf (2)           | 1987  | 11               |
| 15. | Steffi Graf (3)           | 1988  | 11               |
| 15. | Serena Williams           | 2013  | 11               |
| 22. | Margaret Court (5)        | 1972  | 10               |
| 22. | Billie Jean King          | 1972  | 10               |
| 22. | Martina Navrátilová (8)   | 1979  | 10               |
| 22. | / Martina Navrátilová (9) | 1981  | 10               |
| 22. | Steffi Graf (3)           | 1990  | 10               |
| 22. | Monica Seles              | 1991  | 10               |
| 22. | Monica Seles (2)          | 1992  | 10               |
| 22. | Steffi Graf (4)           | 1993  | 10               |
| 22. | Justine Henin             | 2007  | 10               |

### Najmłodsze triumfatorki turniejów WTA
Najmłodsze zwyciężczynie turniejów rangi WTA. Lista prezentuje tylko pierwszy tytuł. Aktywne zawodniczki pogrubione.

#### W grze pojedynczej
1. Tracy Austin: 14 lat 0 miesięcy 28 dni (Portland 1977)
2. Kathy Rinaldi: 14 lat 6 miesięcy 24 dni (Kyoto 1981)
3. Jennifer Capriati: 14 lat 6 miesięcy 29 dni (Puerto Rico 1990)
4. Andrea Jaeger: 14 lat 7 miesięcy 14 dni (Las Vegas 1980)
5. Mirjana Lučić: 15 lat 1 miesiąc 25 dni (Bol 1997)
6. Nicole Vaidišová: 15 lat 3 miesiące 23 dni (Vancouver 2004)
7. Monica Seles: 15 lat 4 miesiące 29 dni (Houston 1989)
8. Gabriela Sabatini: 15 lat 5 miesięcy 2 dni (Japan Open 1985)
9. Coco Gauff: 15 lat 7 miesięcy 0 dni (Linz 2019)
10. Anke Huber: 15 lat 8 miesięcy 22 dni (Schenectady 1990)
11. Tamira Paszek: 15 lat 9 miesięcy 18 dni (Portorož 2006)
12. Martina Hingis: 16 lat 0 miesięcy 14 dni (Filderstadt 1996)
13. Dinara Safina: 16 lat 3 miesiące 0 dni (Sopot 2002)
14. Kim Clijsters: 16 lat 3 miesiące 12 dni (Luxembourg 1999)
15. Chris Evert: 16 lat 3 miesięcy 21 dni (St. Petersburg (Floryda) 1971)
16. Amy Frazier: 16 lat 5 miesięcy 8 dni (Wichita 1989)
17. Marija Szarapowa: 16 lat 5 miesięcy 17 dni (Tokio – Japan Open 2003)
18. Arantxa Sánchez Vicario: 16 lat 6 miesięcy 29 dni (Bruksela 1988)
19. Hana Mandlíková: 16 lat 7 miesięcy 26 dni (Barcelona 1978)
20. Michaëlla Krajicek: 16 lat 9 miesięcy 0 dni (Taszkent 2005)
21. Steffi Graf: 16 lat 9 miesięcy 30 dni (Hilton Head 1986)
22. Justine Henin: 16 lat 11 miesięcy 10 dni (Flanders Women’s Open 1999)
23. Lindsay Davenport: 16 lat 11 miesięcy 16 dni (Lucerna 1993)

#### W grze podwójnej
1. Martina Hingis: 14 lat 7 miesięcy 7 dni (Hamburg 1995)
2. Arantxa Sánchez Vicario: 14 lat 9 miesięcy 2 dni (Ateny 1986)
3. Gabriela Sabatini: 14 lat 10 miesięcy 8 dni (São Paulo 1985)
4. Jennifer Capriati: 15 lat 1 miesiąc 13 dni (Rzym 1991)
5. Andrea Jaeger: 15 lat 2 miesiące 7 dni (Toronto 1980)
6. Coco Gauff: 15 lat 4 miesiące 22 dni (Waszyngton 2019)
7. Tracy Austin: 15 lat 9 miesięcy 26 dni (Phoenix 1978)
8. Mirjana Lučić: 15 lat 10 miesięcy 23 dni (Australian Open 1998)
9. Pam Shriver: 15 lat 11 miesięcy 14 dni (Chichester 1978)
10. Magdalena Maleewa: 16 lat 0 miesięcy 28 dni (Bol 1991)
11. Chan Yung-jan: 16 lat 1 miesiąc 15 dni (Seul 2005)
12. Ilana Kloss: 16 lat 2 miesiące 19 dni (Manchester 1972)
13. Conchita Martínez: 16 lat 3 miesiące 29 dni (Sofia 1988)
14. Kim Clijsters: 16 lat 4 miesiące 16 dni (Bratysława 1999)
15. Serena Williams: 16 lat 5 miesięcy 3 dni (Oklahoma 1998)
16. Monica Seles: 16 lat 5 miesięcy 12 dni (Rzym 1990)
17. Marija Szarapowa: 16 lat 5 miesięcy 17 dni (Tokio – Japan Open 2003)
18. Urszula Radwańska: 16 lat 5 miesięcy 22 dni (Stambuł 2007)
19. Mary Pierce: 16 lat 5 miesięcy 29 dni (Palermo 1991)
20. Linky Boshoff: 16 lat 6 miesięcy 21 dni (Surbiton 1973)
21. Claudia Kohde-Kilsch: 16 lat 7 miesiące 16 dni (Kitzbühel 1980)
22. Kathleen Horvath: 16 lat 8 miesięcy 14 dni (Perugia 1982)
23. Anastasija Pawluczenkowa: 16 lat 10 miesięcy (Fez 2008)
24. Steffi Graf: 16 lat 10 miesiące 19 dni (Indianapolis 1986)
25. Tang Qianhui: 16 lat 10 miesięcy 20 dni (Nanchang 2017)

### Najstarsze triumfatorki turniejów WTA
Najstarsze zwyciężczynie turniejów rangi WTA. Lista prezentuje tylko ostatni tytuł. Aktywne zawodniczki pogrubione.

#### W grze pojedynczej
1. Billie Jean King: 39 lat 7 miesięcy 23 dni (Birmingham 1983)
2. Kimiko Date-Krumm: 38 lat 11 miesięcy 30 dni (Seul 2009)
3. Serena Williams: 38 lat 3 miesiące 18 dni (Auckland 2020)
4. Judy Tegart Dalton: 37 lat 11 miesięcy 10 dni (Melbourne 1975)
5. Tatjana Maria: 37 lat 10 miesięcy 8 dni (Londyn Queen’s Club 2025)
6. Helga Niessen Masthoff: 37 lat 7 miesięcy i 29 dni (Erlangen 1979)
7. Martina Navrátilová: 37 lat 4 miesiące 2 dni (Paryż 1994)
8. Francesca Schiavone: 36 lat 9 miesięcy 21 dni (Bogota 2017)
9. Gail Chanfreau Lovera: 36 lat 0 miesięcy 10 dni (Nicea 1981)
10. Venus Williams: 35 lat 7 miesięcy 27 dni (Kaohsiung 2016)
11. Marie Pinterová: 35 lat 2 miesiące 3 dni (Japan Open 1981)
12. Maria Bueno: 34 lata 11 miesięcy 26 dni (Japan Open 1974)
13. Helga Schultze-Hösl: 34 lata 5 miesięcy 6 dni (Gstaad 1974)
14. Margaret Court: 34 lata 4 miesiące 26 dni (Melbourne 1976)
15. Angelique Kerber: 34 lata 4 miesiące 4 dni (Strasburg 2022)
16. Andrea Petković: 33 lata 11 miesięcy 0 dni (Kluż-Napoka 2021)
17. Chris Evert: 33 lata 9 miesięcy 18 dni (Nowy Orlean 1988)
18. Nathalie Tauziat: 33 lata 8 miesięcy (Birmingham 2001)
19. Flavia Pennetta: 33 lata 6 miesięcy 19 dni (US Open 2015)
20. Tamarine Tanasugarn: 33 lata 4 miesiące 23 dni (Osaka 2010)
21. Petra Kvitová: 33 lata 3 miesiące 18 dni (Berlin 2023)
22. Virginia Wade: 33 lata 2 miesiące 2 dni (Florida Federal Open 1978)
23. Samantha Stosur: 33 lata 1 miesiąc 27 dni (Strasburg 2017)
24. Nancy Richey: 33 lata 1 miesiąc 22 dni (Phoenix 1975)
25. Amy Frazier: 33 lata 1 miesiąc 18 dni (Québec 2005)
26. Zhang Shuai: 33 lata 1 miesiąc 14 dni (Lyon 2022)
27. Swietłana Kuzniecowa: 33 lata 1 miesiąc 9 dni (Waszyngton 2018)

#### W grze podwójnej
1. Martina Navrátilová: 49 lat 10 miesięcy 2 dni (Montreal 2006)
2. Květa Peschke: 46 lat 2 miesiące 25 dni (Chicago 2021)
3. Kimiko Date-Krumm: 42 lata 7 miesięcy 27 dni (Strasburg 2013)
4. Lea Pericoli: 40 lat 3 miesiące 23 dni (Gstaad 1975)
5. Billie Jean King: 40 lat 2 miesiące 21 dni (Chicago 1984)
6. Rosie Casals: 39 lat 5 miesięcy 5 dni (Oakland 1988)
7. Rennae Stubbs: 39 lat 2 miesiące 24 dni (Eastbourne 2010)
8. Wiera Zwonariowa: 39 lat 1 miesiąc 31 dni (WTA Finals Cancún 2023)
9. Lisa Raymond: 39 lat 0 miesięcy 15 dni (New Haven 2012)
10. Bethanie Mattek-Sands: 39 lat 0 miesięcy 9 dni (Miami 2024)
11. Helga Niessen Masthoff: 38 lat 5 miesięcy 20 dni (Nieca 1980)
12. Hsieh Su-wei: 38 lat 5 miesięcy 20 dni (Birmingham 2024)
13. Sara Errani: 38 lat 1 miesiąc 11 dni (French Open 2025)
14. Jill Craybas: 37 lat 11 miesięcy 17 dni (Bad Gastein 2012)
15. Virginia Wade: 37 lat 9 miesięcy 28 dni (Rzym 1983)
16. Lori McNeil: 37 lat 8 miesięcy 29 dni (Bahia 2001)
17. Judy Tegart Dalton: 37 lat 5 miesięcy 27 dni (Chichester 1975)
18. Samantha Stosur: 37 lat 5 miesięcy 14 dni (US Open 2021)
19. Darija Jurak Schreiber: 37 lat 4 miesiące 4 dni (San Jose 2021)
20. Barbora Strýcová: 37 lat 3 miesiące 18 dni (Wimbledon 2023)
21. Laura Siegemund: 37 lat 3 miesiące 16 dni (Nottingham 2025)
22. Katarina Srebotnik: 37 lat 2 miesiące 15 dni (Norymberga 2018)
23. María José Martínez Sánchez: 37 lat 0 miesięcy 12 dni (Nowy Jork 2019)
24. Martina Hingis: 37 lat 0 miesięcy 8 dni (Pekin 2017)
25. Abigail Spears: 36 lat 11 miesięcy 6 dni (Nottingham 2018)
26. Wendy Turnbull: 36 lat 8 miesięcy 18 dni (Los Angeles 1989)
27. Virginia Ruano Pascual: 36 lat 8 miesięcy 1 dzień (Warszawa 2010)
28. Monica Niculescu: 36 lat 8 miesięcy 1 dzień (Strasburg 2024)
29. Françoise Durr: 36 lat 3 miesiące 14 dni (WTA Doubles Championships 1979)
30. Lucie Hradecká: 36 lat 0 miesięcy 31 dni (Birmingham 2021)
31. Andreja Klepač: 36 lat 0 miesięcy 29 dni (Charleston 2022)
32. Venus Williams: 36 lat 0 miesięcy 23 dni (Wimbledon 2016)
33. Liezel Huber: 36 lat 0 miesięcy 4 dni (New Haven 2012)

### Wygrane turnieje wielkoszlemowe
Aktywne zawodniczki pogrubione.
Stan na 14.07.2025.

#### Ogólnie
|     | Tenisistka           | Australian Open | Australian Open | Australian Open | French Open | French Open | French Open | Wimbledon | Wimbledon | Wimbledon | US Open | US Open | US Open | Ogólnie | Ogólnie | Ogólnie | Suma |
| S   | Tenisistka           | D               | MIX             | S               | D           | MIX         | S           | D         | MIX       | S         | D       | MIX     | S       | D       | MIX     |         | Suma |
| --- | -------------------- | --------------- | --------------- | --------------- | ----------- | ----------- | ----------- | --------- | --------- | --------- | ------- | ------- | ------- | ------- | ------- | ------- | ---- |
| 1.  | Martina Navrátilová  | 3               | 8               | 1               | 2           | 7           | 2           | 9         | 7         | 4         | 4       | 9       | 3       | 18      | 31      | 10      | 59   |
| 2.  | Serena Williams      | 7               | 4               | 0               | 3           | 2           | 0           | 7         | 6         | 1         | 6       | 2       | 1       | 23      | 14      | 2       | 39   |
| 3.  | Margaret Smith Court | 4               | 4               | 1               | 3           | 1           | 1           | 1         | 1         | 2         | 3       | 4       | 3       | 11      | 10      | 7       | 28   |
| 4.  | Billie Jean King     | 0               | 0               | 0               | 1           | 1           | 1           | 4         | 6         | 3         | 3       | 3       | 3       | 8       | 10      | 7       | 25   |
| 5.  | Martina Hingis       | 3               | 5               | 2               | 0           | 2           | 1           | 1         | 3         | 2         | 1       | 3       | 2       | 5       | 13      | 7       | 25   |
| 6.  | Steffi Graf          | 4               | 0               | 0               | 6           | 0           | 0           | 7         | 1         | 0         | 5       | 0       | 0       | 22      | 1       | 0       | 23   |
| 7.  | Venus Williams       | 0               | 4               | 1               | 0           | 2           | 1           | 5         | 6         | 0         | 2       | 2       | 0       | 7       | 14      | 2       | 23   |
| 8.  | Pam Shriver          | 0               | 7               | 0               | 0           | 4           | 1           | 0         | 5         | 0         | 0       | 5       | 0       | 0       | 21      | 1       | 22   |
| 9.  | Chris Evert          | 2               | 0               | 0               | 7           | 2           | 0           | 3         | 1         | 0         | 6       | 0       | 0       | 18      | 3       | 0       | 21   |
| 10. | Natalla Zwierawa     | 0               | 3               | 2               | 0           | 6           | 0           | 0         | 5         | 0         | 0       | 4       | 0       | 0       | 18      | 2       | 20   |

Legenda: S – tytuły singlowe; D – tytuły deblowe; MIX – tytuły w grze mieszanej.

#### W grze pojedynczej
|    | Tytuły              | #  |
| -- | ------------------- | -- |
| 1. | Serena Williams     | 23 |
| 2. | Steffi Graf         | 22 |
| 3. | Chris Evert         | 18 |
| 3. | Martina Navrátilová | 18 |
| 5. | Margaret Court      | 11 |
| 6. | / Monica Seles      | 9  |
| 7. | Billie Jean King    | 8  |
| 8. | Evonne Goolagong    | 7  |
| 8. | Justine Henin       | 7  |
| 8. | Venus Williams      | 7  |